# Eucereon albitorna
Eucereon albitorna là một loài bướm đêm thuộc phân họ Arctiinae, họ Erebidae.